# Los anillos de Saturno (Asimov)
Los anillos de Saturno (Lucky Starr and the Rings of Saturn en inglés) es una novela juvenil de ciencia ficción escrita por Isaac Asimov y publicada en 1958 por Doubleday. Es la sexta y última de la serie Lucky Starr. Como las otras novelas de la serie, Asimov originalmente la publicó bajo el seudónimo de Paul French. Al igual que en otras entregas, presenta un conflicto geopolítico con evidente inspiración en la Guerra Fría.

## Argumento
Las autoridades de la Tierra persiguen a un espía que lleva información a Sirio, sistema estelar rival. Junto con otras naves del Consejo de Ciencias, Lucky y Bigman parten detrás de este "Agente X". El espía llega a Saturno, cruza sus anillos y envía un último mensaje a los sirianos antes de colisionar con las partículas en órbita. Lucky recibe parte del mensaje con interferencia y deduce que el agente debió dejar una cápsula con información entre las rocas de los anillos. Antes de poder buscarla, reciben una transmisión de naves sirianas que les informan que Saturno fue colonizado por Sirio y que deben alejarse so pena de represalias. Lucky acepta irse por el momento. Tras convencer a Myron Bernold, capitán de una de las naves perseguidoras, de retirarse para evitar una guerra, le entrega una cápsulta con información secreta para que lleve a la Tierra. Luego de esto, solicita suministros y el acompañamiento del consejero Wessilewsky. Lucky le comenta a "Wess" que cree que las naves sirianas están tripuladas por robots, y parte junto con él y Bigman en su nave escondiéndose detrás del asteroide Hidalgo para acercarse a Saturno.
Cerca de uno de los polos de Saturno, Lucky sale al espacio por unos momentos sin revelarle sus propósitos a Bigman o a Wess. En ese momento, sus compañeros detectan naves sirianas aproximándose. Para evitar ser apresados o enfrentar a la nave, se encaminan a toda velocidad a los anillos de Saturno, atravesando la división de Cassini y ocultándose tras los anillos. Ponen rumbo a Mimas, pero los sirianos vuelven a detectarlos y perseguirlos. Lucky entra en un curso de colisión con el satélite y, antes de estrellarse, crea un túnel en el hielo de su superficie con un rayo calórico. La nave se entierra en el mismo y, escondidos debajo del hielo, los tres crean una burbuja de oxígeno en la que se queda Wess mientras Lucky y Bigman vuelven a salir a la superficie. Allí reciben la transmisión de Sten Devoure, siriano, que les dice que están rodeados por naves que los pondrán bajo arresto. Lucky se entrega, planeando infiltrarse de esta manera en la base siriana. Antes de ser arrestado, destruye el dispositivo Agrav de la nave. Los aborda un robot siriano, que toma el control y los lleva a Titán. Bigman intenta convencerlo de que los ayude usando las leyes de la robótica, pero el robot está convencido de que no serán dañados y tiene instrucciones de no interactuar demasiado con ellos. Al llegar a Titán, se introducen en una cúpula del tamaño de una ciudad construida por los sirianos.
Devoure los recibe en la sofisticada base siriana, repleta de robots. De inmediato muestra su desprecio por Bigman, a quien considera inferior genéticamente por su estatura. Les dice que el Consejo convocó a una conferencia de naciones en Vesta para resolver el conflicto siriano. Sirio argumentará que colonizó un mundo deshabitado y que Lucky lo invadió hostilmente, creando una excusa para la guerra con el apoyo de otros sistemas estelares. Devoure chantajea a Lucky para que dé un testimonio falso que confirme esto, amenazando la vida de Bigman, quien es llevado a la cárcel por robots. Dos agentes del Servicio Espacial siriano, Yonge y Zayon, llegan para hablar con Lucky, quien nota las asperezas entre estos y Devoure. Le proponen a Starr dar el testimonio a cambio de convertirse en un ciudadano siriano, puesto que cumple con sus criterios de superioridad genética, sin embargo un robot los interrumpe para informarles que Bigman escapó. El amigo de Lucky logró sacar una pistola de su bota camino a la cárcel. Amenazando con suicidarse, obligó a los robots a seguir sus órdenes bajo la imperativa de la primera ley. Frente a su oficina, Bigman les promete a Devoure y a los agentes rendirse con la condición de que Devoure lo detenga con sus propias manos. El siriano acepta a regañadientes y Bigman lo humilla en una pelea. Enfurecido, Devoure convence a los robots de que Bigman no es humano, anulando así la primera ley y ordenándoles matarlo. Lucky se las ingenia para usar el comunicador general de Devoure, ordenando a todos los robots de la base presentarse en sus estaciones de batalla y salvando a Bigman. Starr pide que se trate a su amigo como prisionero de guerra a cambio de información que les dará. El agente Yonge amenaza a Devoure con revelar lo sucedido en la pelea para que acepte el trato. Lucky les cuenta sobre Wess en Mimas y los acompaña al satélite.
En la Tierra, Conway se prepara para la conferencia en Vesta, solicitada por Lucky en la cápsula que le dio al capitán Bernold. La prensa está alterada y el Consejo de Ciencias pierde el apoyo del público y del secretario de Estado. Tras recoger a Wess, los sirianos van con Lucky a Vesta. Starr le sugiere al agente Yonge la posibilidad de que Devoure atente contra su vida, ofreciéndole ser refugiado político en la Tierra. Durante la conferencia, Devoure busca poner a otros sistemas estelares a su favor. Interroga a Lucky, omitiendo lo sucedido con el Agente X. Lucky cuenta lo referido a Wess y afirma que, aunque no tenía autorización, habría podido contar con la aprobación del Consejo. Conway entonces interroga a Lucky, preguntándole la razón por la que fue a Saturno. Starr le dice que fue para colonizar Mimas, un mundo deshabitado, estando en su derecho según la lógica siriana. Agas Doremo, quien dirige la conferencia y simpatiza con la Tierra, aprovecha para hacer ver que la lógica siriana haría caer a la galaxia en el caos. Los diferentes sistemas estelares colonizados votan darle a Sirio un mes para desocupar Saturno. El agente Yonge pide asilo político, devolviendo a Bigman al Consejo. Más tarde, cuando Lucky, Bigman, Wess y Conway están volviendo a la Tierra, Lucky le revela al grupo que recuperó la cápsula del Agente X. Mientras orbitaba Saturno, dedujo por las últimas transmisiones del agente que la cápsula no estaba en los anillos sino en una órbita perpendicular a ellos, y salió de la nave con su traje espacial para recuperarla. Desde entonces no había tenido oportunidad de mencionar su hallazgo.